# 프랑크 뒤물랭
프랑크 뒤물랭(프랑스어: Franck Dumoulin, 1973년 5월 13일~)은 프랑스의 사격 선수로 주 종목은 권총이다. 2000년 하계 올림픽 10m 공기권총 부문에서 금메달을 획득했다.